# Dani (Name)
Dani und Dáni ist sowohl ein männlicher als auch weiblicher Vorname und Familienname.

## Namensträger

### Familienname
- Ahmad Hasan Dani (1920–2009), pakistanischer Archäologe, Historiker und Linguist
- Carlo Dani (1873–1944), italienischer Opernsänger und Radrennfahrer
- Elhaida Dani (* 1993), albanische Sängerin
- Nándor Dáni (1871–1949), ungarischer Leichtathlet
- Roberto Dani (* 1969), italienischer Jazzschlagzeuger
- Tino Dani (1899?–1991), ungarischer Sänger und Schauspieler
- Zoltán Dani (* 1956), jugoslawischer Offizier

### Vorname
- Dani Felber (* 1972), Schweizer Jazzmusiker
- Dani Fohrler (* 1967), Schweizer Fernseh- und Radiomoderator
- Dani Karavan (1930–2021), israelischer Bildhauer
- Dani Koenig (* 1965), Schweizer DJ und Musikproduzent
- Dani Kouyaté (* 1961), burkinischer Regisseur
- Dani Levy (* 1957), Schweizer Schauspieler, Drehbuchautor und Regisseur
- Dani Pedrosa (* 1985), spanischer Motorradrennfahrer

### Künstler- und Kurzname
- Dani (1944–2022), französische Schauspielerin und Sängerin
- Dani (* 1951), spanisch-baskischer Fußballspieler, siehe Daniel Ruiz-Bazán
- Dani (* 1974), spanischer Fußballspieler, siehe Daniel García Lara
- Dani (* 1976), portugiesischer Fußballspieler, siehe Daniel da Cruz Carvalho
- Dani (* 1981), spanischer Fußballspieler, siehe Daniel Martín Alexandre
- Dani (* 1982), portugiesischer Fußballspieler, siehe Daniel da Silva Soares